# Kirill Afanassjewitsch Merezkow

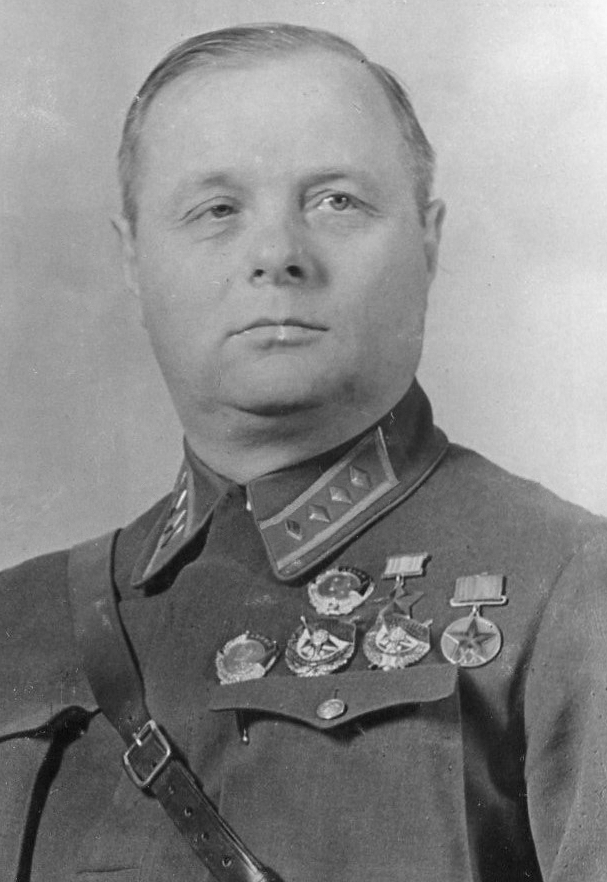
Kirill Afanassjewitsch Merezkow, 1940

Kirill Afanassjewitsch Merezkow (russisch Кирилл Афанасьевич Мерецков; wissenschaftliche Transliteration Kirill Afanas'evič Mereckov, * 26. Maijul. / 7. Juni 1897greg. in Nasarjewo, Kreis Saraisk, Gouvernement Rjasan, Russisches Kaiserreich; † 30. Dezember 1968 in Moskau) war ein Marschall der Sowjetunion und Heerführer im Zweiten Weltkrieg.

## Leben

### Frühe Karriere
Merezkow wurde als Sohn einer armen Bauernfamilie geboren. Von 1904 bis 1912 besuchte er die Elementarschule und arbeitete als Helfer in der elterlichen Landwirtschaft. Nach dem Abschluss der Elementarschule machte Merezkow von 1912 bis 1915 eine Schlosserlehre und besuchte eine Abendschule in Moskau.
Nachdem er die Lehre beendet hatte, arbeitete er als Schlosser in Sudogda und ging weiter zur Abendschule, um die Hochschulreife zu erwerben. In dieser Zeit begann Merezkow mit der illegalen Arbeit gegen Krieg und Zarismus, indem er die Bolschewiki unterstützte.
Im Jahre 1917 wurde er Mitglied der SDAPR (B) und trat in die Rote Garde ein. Dort wirkte er als Chef eines Abteilungsstabes und nahm an der Niederschlagung des Muromer Aufstands der Konterrevolution teil. Als Kommissar einer Abteilung im 227. Wladimirer Regiment im Bestand der 5. Armee wurde Merezkow verwundet. Im Oktober 1918 absolvierte Merezkow einen Lehrgang an der Akademie des Generalstabes, der mehrfach durch Fronteinsätze unterbrochen war. Ab Oktober 1919 war er Gehilfe des Chefs des Stabes der 14. Division der 9. Armee an der Südfront und Chef des Stabes einer Brigade. Vom Sommer 1920 bis Anfang 1921 stand Merezkow an der Südwestfront als Gehilfe des Stabschefs unter dem Befehl von Alexander Iljitsch Jegorow, (Stabschef N. N. Petin, Mitglied des Kriegsrates J. W. Stalin) in der 1. (Roten)-Reiterarmee unter Semjon Michailowitsch Budjonny (Stabschef S. A. Sotow, Mitglied des Kriegsrates Kliment Jefremowitsch Woroschilow) in der 4. Kavalleriedivision. Nach dem Abschluss der Akademie im Oktober 1921 diente er als Brigadekommandeur und Chef des Stabes der 1. Tomsker Sibirischen Kavalleriedivision in der Weißrussischen SSR.
Nach dem Ende des Bürgerkrieges wurde Merezkow 1923 Gehilfe des Chefs des Stabes des 15. Schützenkorps im Kaukasus und Stabschef der 9. Don-Schützendivision. Dieser Tätigkeit schloss sich ein Jahr später der Dienst als Leiter der Mobilmachungsabteilung des Moskauer Militärbezirks an. Merezkow stand 1925 als 1. Stellvertreter des Chefs und Kommissar des Stabes des Moskauer Militärbezirks unter dem Befehl von J. P. Uborewitsch und später A. I. Kork. Danach diente er als Kommandeur und Kommissar der 14. Schützendivision und zeitweilig als Chef des Stabes des Moskauer Militärbezirks. Zwischen den Jahren 1932 und 1935 war Merezkow Chef des Stabes des Belarussischen Militärbezirks und Chef des Stabes der Besonderen Fernöstlichen Rotbannerarmee unter Wassili Konstantinowitsch Blücher. Während des Spanischen Bürgerkrieges diente er von 1936 bis Juni 1937 mit der Übersetzererin Marija Fortus als Militärberater bei der Republikanischen Regierung Spaniens und wurde anschließend Stellvertreter von Boris Michailowitsch Schaposchnikow, dem Chef des Generalstabes. Im September 1938 war Merezkow Oberbefehlshaber des Wolga-Militärbezirkes und danach des Leningrader Militärbezirkes. Auf dem XVIII. Parteitag zum Kandidaten des ZK gewählt, diente er im 1939/40 im Winterkrieg gegen Finnland als Oberbefehlshaber der 7. Armee, welche im Februar 1940 die Mannerheim-Linie durchbrechen konnte.

### Zweiter Weltkrieg
Im Juni 1940 war Merezkow im Range eines Armeegenerals Stellvertreter des Volkskommissars (Ministers) für Verteidigung, Semjon Konstantinowitsch Timoschenko. Zwei Monate später wurde er Chef des Generalstabes. In der ersten Hälfte des Jahres 1941 wirkte Merezkow als Stellvertreter des Volkskommissars (Ministers) für Verteidigung für Ausbildungsfragen.
Nach dem deutschen Überfall auf die Sowjetunion am 22. Juni 1941 wurde Merezkow zum Vertreter des Oberkommandos (Stawka) und Berater beim Hauptquartier berufen. Doch nur kurz darauf verhaftete ihn das NKWD und unterzog ihn im Lefortowo-Gefängnis unter Berufung auf Artikel 58 des Strafgesetzbuches der RSFSR schwerer Folter. Anfang September wurde Merezkow freigelassen und mit dem Befehl über die 7. selbständige Armee betraut. Diese stand den finnischen Truppen gegenüber, die an der Seite des Deutschen Reiches gegen die Sowjetunion kämpften (→ Fortsetzungskrieg) und bis zum Swir vorgerückt waren. Während Merezkow seinen Frontabschnitt erfolgreich verteidigte, brach an der linken Flanke die sowjetische 4. Armee des Generals Jakowlew zusammen und zog sich ungeordnet zurück, so dass die 7. selbständige Armee durch die deutsche Heeresgruppe Nord im Rücken gefasst werden konnte. Nachdem am 8. November 1941 Tichwin gefallen war, ernannte die Stawka Merezkow auch zum Befehlshaber der 4. Armee. Bis zum 9. Dezember gelang ihm die Rückeroberung des Verkehrsknotenpunktes. Am 17. Dezember formierte die Stawka aus der 4., 52., 26. und der in Aufstellung befindlichen 59. Armee die Wolchow-Front und unterstellte sie Merezkow. Ihre Aufgabe war die Zerschlagung der deutschen Heeresgruppe Nord und die Wiederherstellung der Verbindung zum belagerten Leningrad. Auf Grund fehlender Kräfte konnte sie dies jedoch nicht umsetzen.
Von Januar bis April 1942 wurden unter Merezkows Befehl blutige und erfolglose Offensiven gegen die deutschen Truppen geführt (→ Wolchow-Schlacht). Um die Aktionen der Leningrader Front und der Wolchow-Front besser zu koordinieren, beschloss die Stawka deren Zusammenlegung unter dem Befehl des Leningrader Frontoberkommandos. Diese Maßnahme brachte jedoch organisatorische Schwierigkeiten mit sich und führte zu ernsten Rückschlägen an der Front. Im Juni 1942 wurde die Wolchow-Front darum wieder dem Befehl Merezkows übertragen. Dieser hatte in der Zeit von April bis Juni als Stellvertreter des Oberbefehlshabers der Westrichtung, G. K. Schukow, und Oberbefehlshaber der 33. Armee fungiert. Nach weiteren teilweise erfolgreichen Offensiven gegen die Heeresgruppe Nord (→ Ladoga-Schlachten) erhielt Merezkow am 31. Oktober 1943 die Beförderung zum Marschall der Sowjetunion. An der erfolgreichen Durchführung der Leningrad-Nowgoroder Operation (14. Januar bis 1. März 1944) hatte er entscheidenden Anteil. Mit dieser Offensive wurde die deutsche Heeresgruppe Nord in das Baltikum zurückgedrängt. Da die Front so erheblich gekürzt werden konnte, wurde im Februar 1944 eine Umorganisation durchgeführt. Die Wolchow-Front wurde aufgelöst und ihre Truppen anderen Fronten zugeführt. Merezkow übernahm nun zunächst die Karelische Front gegen Finnland. Hier führte er das Kommando in der Wyborg-Petrosawodsker Operation (10. Juni bis 9. August 1944), welche die finnische Regierung so unter Druck setzte, dass sie im September einen Waffenstillstand mit der UdSSR abschloss. 
Merezkow übernahm im April 1945 den Befehl über die sogenannte Primorsker-Küstengruppe der Fernostfront, welche am 5. August in 1. Fernostfront umbenannt wurde und während der Sowjetischen Invasion der Mandschurei am Sowjetisch-Japanischen Krieg teilnahm. Mit dem Ende des Pazifikkrieges endete im September 1945 auch diese Verwendung.

### Nachkriegszeit

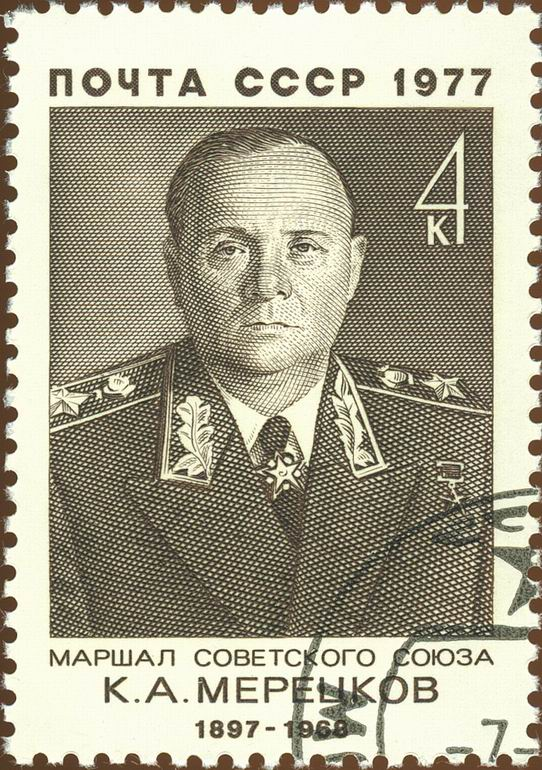
Merezkow auf einer Briefmarke 1977

In den Jahren nach dem Ende des Krieges diente Merezkow als Oberbefehlshaber in verschiedenen Militärbezirken. Von 1955 bis 1964 arbeitete er im Stab des Verteidigungsministers. Parallel dazu war er Vorsitzender des sowjetischen Komitees der Kriegsveteranen. Ab 1964 gehörte er zur Gruppe der Generalinspekteure des Ministeriums der Verteidigung der UdSSR.
Merezkow wurde 1945 mit dem Siegesorden ausgezeichnet. Nach seinem Tod wurde seine Urne an der Kremlmauer in Moskau beigesetzt.